# グラン・プレミオ・インドゥストリア・エ・コッメルチョ・アルティジャナート・カルナゲーゼ
グラン・プレミオ・インドゥストリア・エ・コンメルチョ・アルティジャナート・カルナゲーゼ（Gran Premio Industria e Commercio Artigianato Carnaghese）は、イタリア、カルナーゴで行われる、自転車競技・ロードレースにおけるワンデイレースの名称。UCIヨーロッパツアー1.1カテゴリ（2012年まで）。
1972年に創設されたが、1990年まではアマチュア限定のレースだった。2013年以降、再びアマチュア限定のレースとして開催されていた。

## 歴代優勝者
1991年以降
| 年   | 優勝者                       |
| ---- | ---------------------------- |
| 1991 | ミルコ・グアルディ           |
| 1992 | エンリコ・ペッツェッティ     |
| 1993 | ルカ・シント                 |
| 1994 | フィリッポ・カーザグランデ   |
| 1995 | ジュゼッペ・タルタッジャ     |
| 1996 | オスカル・ポッツィ           |
| 1997 | フランチェスコ・セッキアーリ |
| 1998 | ジャンパオロ・モンディーニ   |
| 1999 | ミルコ・プリオーリ           |
| 2000 | デニス・ルンギ               |
| 2001 | ラファエル・ヌリトディノフ   |
| 2002 | パオロ・ボッソーニ           |
| 2003 | ミケーレ・ゴッビ             |
| 2004 | クリスティアン・ムッロ       |

| 年   | 優勝者                       |
| ---- | ---------------------------- |
| 2005 | サイモン・ジェラン           |
| 2006 | フェリックス・カルデナス     |
| 2007 | オレリアン・パセロン         |
| 2008 | フランチェスコ・ジナンニ     |
| 2009 | フランチェスコ・ジナンニ     |
| 2010 | イヴァン・バッソ             |
| 2011 | ジョヴァンニ・ヴィスコンティ |
| 2012 | ディエゴ・ウリッシ           |
| 2013 | Marco Prodigioso             |
| 2014 | Marco Tizza                  |